# Aporophyla nigra
Noctuelle anthracite
Espèce
Aporophyla nigra, la Noctuelle anthracite, est une espèce de lépidoptères nocturnes de la famille des Noctuidae.

## Synonymes
- Noctua nigra Haworth, 1809
- Phalaena Noctua lunula Ström, 1768 (preocc. Phalaena lunula Hufnagel, 1766)
- Noctua nigricans Hübner, [1813]
- Aporophylla nigra var. seileri Fuchs, 1901